# USS Fairfax (DD-93)
USS Fairfax (DD-93) là một tàu khu trục thuộc lớp Wickes của Hải quân Hoa Kỳ trong giai đoạn Chiến tranh Thế giới thứ nhất, và sang đầu Chiến tranh Thế giới thứ hai được chuyển cho Hải quân Hoàng gia Anh như là chiếc HMS Richmond (G88). Nó là chiếc tàu chiến duy nhất của Hải quân Hoa Kỳ được đặt tên theo Chuẩn đô đốc Donald Fairfax.

## Thiết kế và chế tạo
Fairfax được đặt lườn vào ngày 10 tháng 7 năm 1917 tại Xưởng hải quân Mare Island ở California. Nó được hạ thủy vào ngày 15 tháng 12 năm 1917, được đỡ đầu bởi Bà H. George, và được đưa ra hoạt động vào ngày 6 tháng 4 năm 1918 tại Xưởng hải quân Mare Island dưới quyền chỉ huy của Hạm trưởng, Thiếu tá Hải quân Stanford Caldwell Hooper.

## Lịch sử hoạt động

### USSFairfax
Fairfax đi đến Hampton Roads vào ngày 6 tháng 6 năm 1918 để làm nhiệm vụ hộ tống vận tải ngoài khơi Newport News, Virginia. Nó bảo vệ cho các đoàn tàu vận tải chuyển quân đi đến điểm hẹn giữa đại dương, nơi gặp gỡ các tàu hộ tống đi đến từ các cảng Anh và Pháp. Fairfax cũng bảo vệ cho các đoàn tàu vận tải đi lại giữa các cảng duyên hải, và tuần tra ngoài khơi bờ biển cho đến ngày 16 tháng 10, khi nó khởi hành từ Hampton Roads hướng sang Brest, Pháp, hộ tống một đoàn tàu vận tải chuyển quân. Vào ngày 18 tháng 10, nó tách khỏi đoàn tàu vận tải để cứu vớt 86 người sống sót từ chiếc Lucia bị trúng ngư lôi, và vào ngày 27 tháng 10, đi đến Brest cho nhiệm vụ tuần tra và hộ tống tại các vùng biển Châu Âu.
Ngày 3 tháng 12 năm 1918, Fairfax đi đến Azores để gặp gỡ và hộ tống đến Brest chiếc SS George Washington đưa Tổng thống Woodrow Wilson tham dự Hội nghị Paris. Nó lên đường quay trở về nhà vào ngày 21 tháng 12, về đến Norfolk, Virginia vào ngày 8 tháng 1 năm 1919. Các hoạt động thường lệ sau chiến tranh dọc theo bờ Đông và tại vùng biển Caribe của nó bị phá vỡ vào tháng 5 năm 1919, khi nó lên đường đi Azores trong vai trò cột mốc dẫn đường cho chuyến bay lịch sử vượt đại dương của thủy phi cơ Hải quân NC-4. Vào ngày 19 tháng 6 năm 1922, nó xuất biên chế tại Philadelphia, và được đưa về lực lượng dự bị.
Nhập biên chế trở lại vào ngày 1 tháng 5 năm 1930, Fairfax chủ yếu thực hiện các chuyến đi huấn luyện cho lực lượng Hải quân dự bị trong hai năm tiếp theo, đặt căn cứ tại Newport, Rhode Island và Camden, New Jersey. Vào ngày 12 tháng 3 năm 1932, nó rời Hampton Roads đi sang San Diego, California, đến nơi vào ngày 26 tháng 3. Tại vùng bờ Tây, nhiệm vụ chủ yếu của nó cũng là huấn luyện dự bị, nhưng chiếc tàu khu trục còn tham gia thực tập tác xạ và tập trận Vấn đề Hạm đội ngoài khơi México, Trung Mỹ và vùng kênh đào Panama.
Fairfax tham gia cuộc Duyệt binh do Franklin D. Roosevelt chủ trì tại San Diego vào tháng 3 năm 1933, rồi lên đường đi sang vùng bờ Đông, tiếp tục nhiệm vụ huấn luyện dự bị. Nó cũng tuần tra tại vùng biển Cuba, và vào mùa Hè các năm 1935, 1937, 1938, 1939 và 1940 thực hiện các chuyến đi huấn luyện từ Annapolis huấn kuyện học viên mới của Học viện Hải quân. Từ tháng 10 năm 1935 đến tháng 3 năm 1937, nó phục vụ cùng Hải đội Đặc vụ ngoài khơi Coco Solo và Balboa, Panama, hoạt động chủ yếu bên bờ Đại Tây Dương của kênh đào.
Chiếc tàu khu trục góp mặt vào sự hiện diện của Hải quân Hoa Kỳ vào dịp khai mạc Hội chợ Thế giới New York vào tháng 4 năm 1939, và sau khi Chiến tranh Thế giới thứ hai nổ ra tại châu Âu vào mùa Thu năm đó, ngoài các nhiệm vụ huấn luyện thường lệ, nó còn tham gia Tuần tra Trung lập. Vào ngày 21 tháng 11 năm 1940, nó đi đến Halifax, Nova Scotia, nơi được cho xuất biên chế vào ngày 26 tháng 11 và chuyển giao cho Anh Quốc theo Thỏa thuận đổi tàu khu trục lấy căn cứ.

### HMSRichmond
Fairfax nhập biên chế cùng Hải quân Hoàng gia Anh như là chiếc HMS Richmond (G88) vào ngày 5 tháng 12 năm 1940. Nó đi đến Plymouth, Anh vào ngày 31 tháng 12 năm 1940 để gia nhập lực lượng hộ tống hoạt động từ Liverpool trong thành phần Bộ chỉ huy Tiếp cận phía Tây. Chúng bảo vệ cho các đoàn tàu vận tải mang tính sống còn đi qua vùng biển nguy hiểm trong chặng đường vượt Đại Tây Dương. Từ tháng 6 đến tháng 10 năm 1941, nó thực hiện nhiệm vụ tương tự cùng với Lực lượng Newfoundland, và từ tháng 2 đến tháng 3 năm 1942, thực hiện các chuyến đi đầy rủi ro đến Murmansk. Căn cứ của nó cho nhiệm vụ hộ tống Đại Tây Dương từ tháng 12 năm 1942 đến tháng 8 năm 1943 là tại Greenock, Scotland. Richmond phục vụ cùng Hải quân Hoàng gia Canada, đặt căn cứ tại St. John's, Newfoundland cho đến tháng 12 năm 1943, cho đến khi sẵn có các tàu hộ tống mới hơn, và nó được đưa về lực lượng dự bị tại Tyne. Vào ngày 16 tháng 7 năm 1944, Richmond được chuyển cho Liên Xô.

### Zhivuchiy
Richmond nhập biên chế cùng Hải quân Liên Xô như là chiếc Zhivuchiy (Tiếng Nga: Живучий, Sống sót) vào ngày 24 tháng 8 năm 1944. Phía Xô-Viết hoàn trả nó cho Anh vào tháng 6 năm 1949, nơi nó bị bán để tháo dỡ vào tháng 7 cùng năm.